# Bodmin
Bodmin är en stad och civil parish i Cornwall i England, Storbritannien. Folkmängden uppgick till 14 614 invånare 2011, på en yta av 4,56 km².
Bodmin uppstod kring ett kloster under början av 900-talet. Under 1900-talet fanns här en radiostation för kommersiell radiotrafik med Kanada och Sydafrika.